# Manuel Cabral Aguado-Bejarano
Manuel Cabral Aguado-Bejarano (n. 1827, Sevilla, Regatul Sevillei⁠(d), Spania – d. 1891, Sevilla, Andaluzia, Spania) a fost un pictor spaniol în stil romantic; cel mai cunoscut pentru scenele sale costumbriste.

## Biografie
A fost fiul pictorului Antonio Cabral Bejarano. De fapt, și-a început studiile cu José Domínguez Bécquer⁠(d) și abia mai târziu a luat lecții de la tatăl său. În 1845, s-a înscris la ceea ce este acum Real Academia de Bellas Artes de Santa Isabel de Hungría⁠(d) din Sevilla. După absolvire, a fost numit în mod onorific „Pictor al reginei” (Isabel a II-a). Mulți ani mai târziu, a devenit profesor acolo.
A primit mențiune de onoare la Exposiciones Nacionales de Bellas Artes în 1858, 1864, 1879 și 1880 (la Cádiz), iar în 1856, 1858, 1867 și 1878 la Sevilla. Marea sa atenție la detaliile fine ale vestimentației, ale arhitecturii și ale obiectelor cotidiene face ca picturile sale să aibă o valoare documentară semnificativă.
Deși este cunoscut ca pictor de scene de gen a realizat și numeroase portrete; în special cele pentru familia ducală franceză Montpensier, pentru care a lucrat în 1877, și pentru actorii teodora Lamadrid (îmbrăcată în rolul ei Adrianei Lecouvreur) și Julián Romea⁠(d) (îmbrăcat în rolul lui Sullivan). Aceste din urmă lucrări pot fi văzute la Museo del Romanticismo⁠(d) din Madrid. Alte exemple importante ale operei sale pot fi găsite la Muzeul Carmen Thyssen din Málaga.
Până la moartea sa, lucrările sale au ajuns să fie considerate de modă veche.

## Selecție de picturi

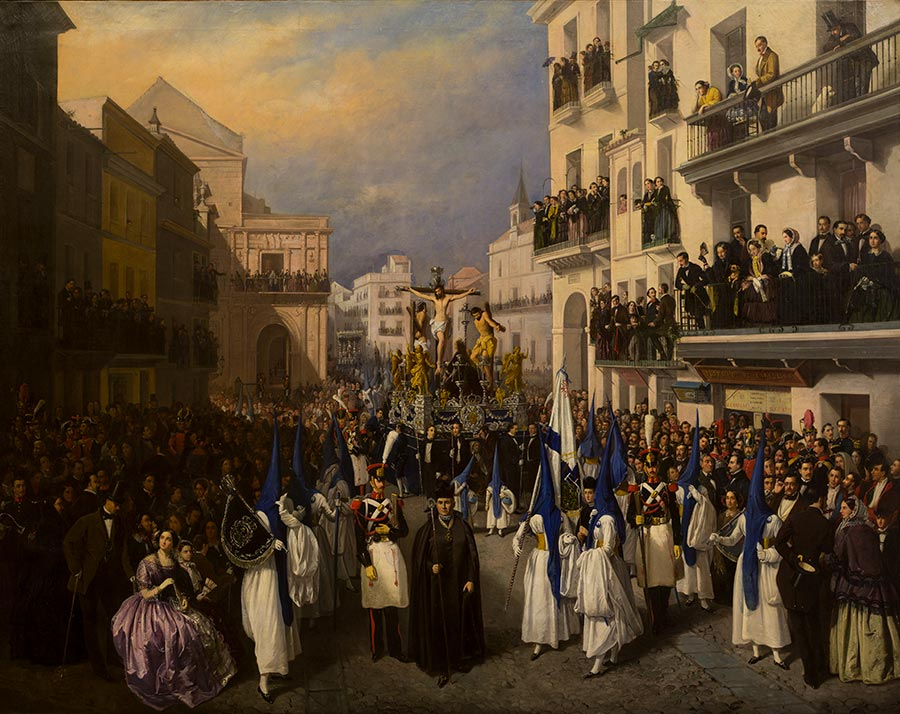
Procesiune la Sevilla
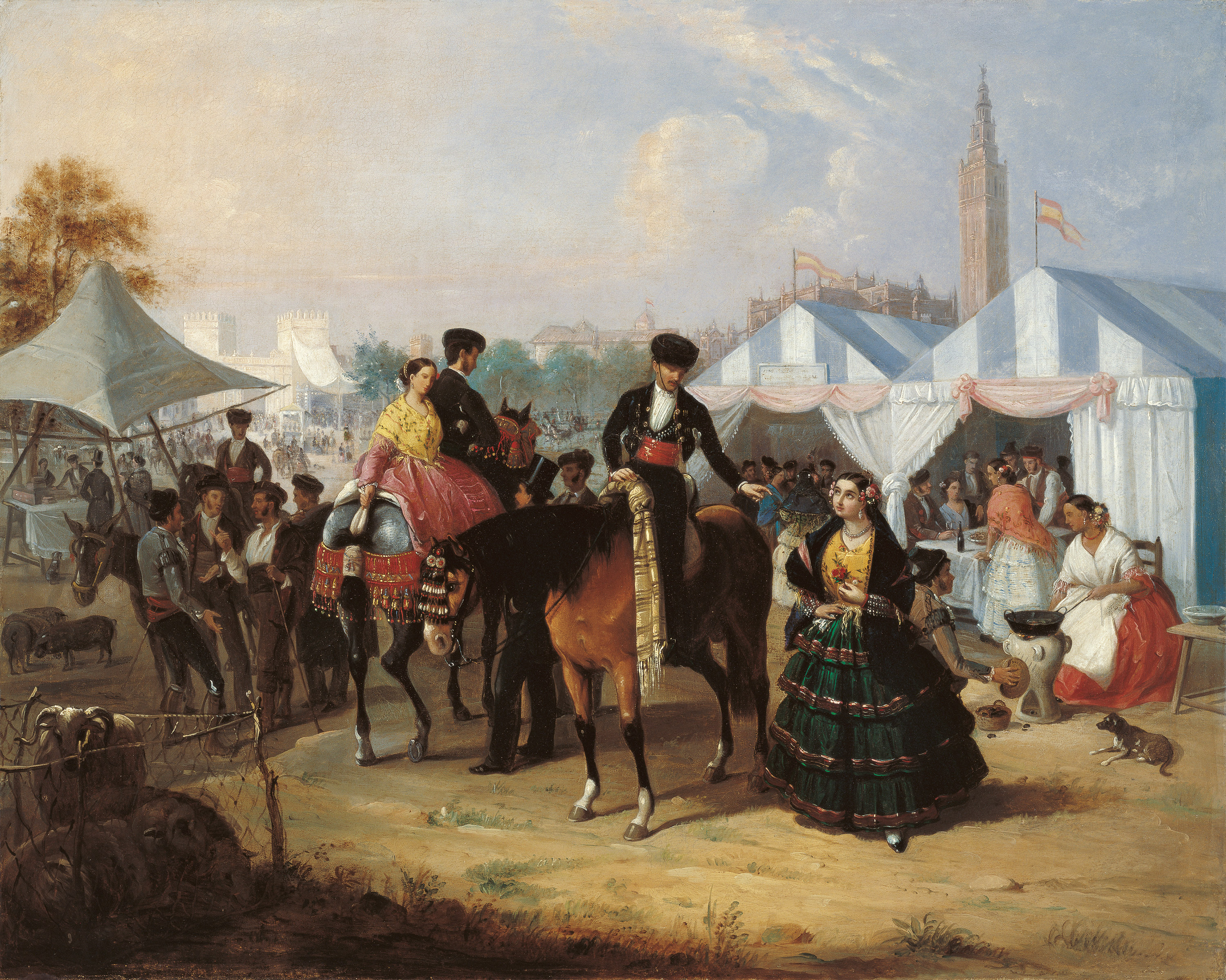
La Târgul din Sevilla
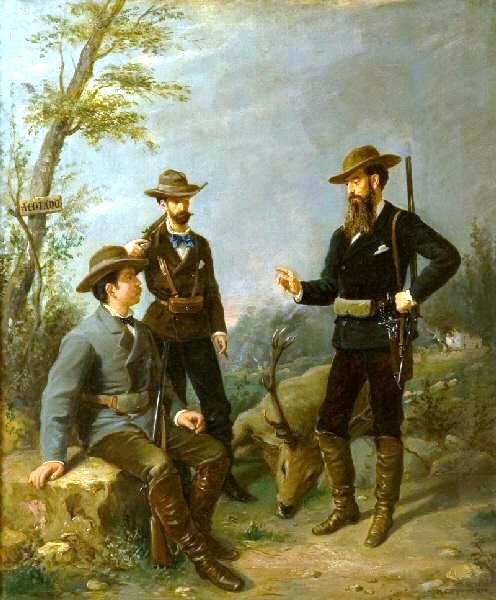
Antoine, Ducele de Montpensier cu tovarășii săi de vânătoare
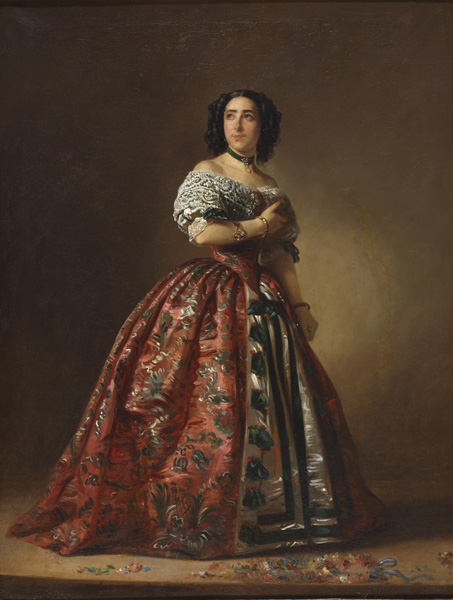
Teodora Lamadrid ca Adriana Lecouvreur